# Programme Moonlight

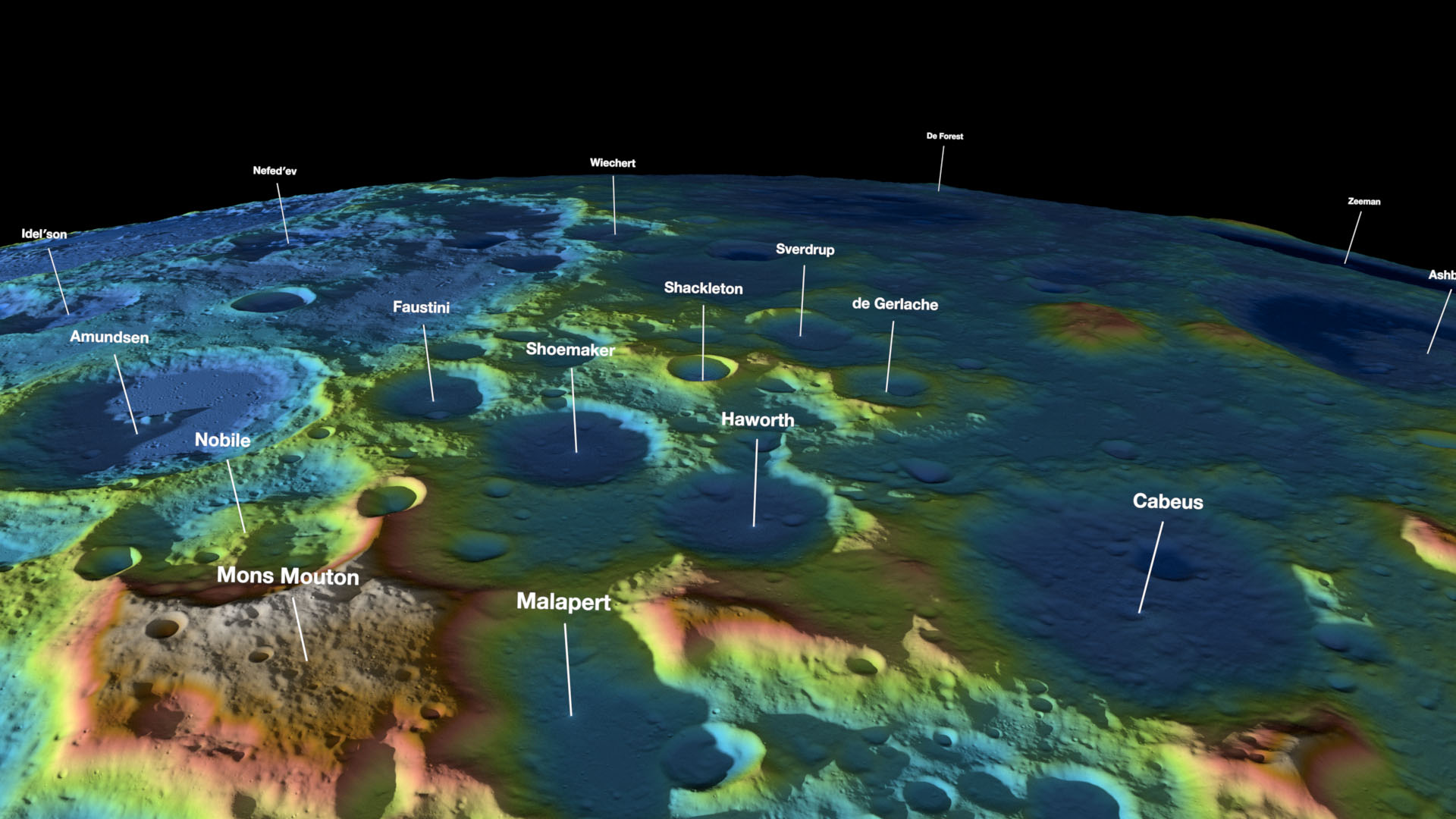
Surface du pole sud de la Lune

Moonlight est un programme de l'Agence spatiale européenne dont l'objectif est de mettre en place une infrastructure dédiée à la navigation et aux télécommunications pour les futures missions se déroulant à la surface de la Lune. Un micro-satellite Lunar Pathfinder qui doit être lancé en 2026, doit jouer le rôle de prototype et permettre de définir précisément l'architecture technique qui pourrait reposer sur trois à quatre satellites circulant sur une orbite lunaire. Le financement de ce programme a été approuvé par le Conseil de l'Agence spatiale européenne au cours de sa session annuelle de novembre 2022.

## Développement de services de navigation et de télécommunications lunaires
Le programme Artemis de la NASA dont l'objectif est de ramener des hommes à la surface de la Lune au cours de la décennie 2020 a généré un afflux de projets spatiaux à destination de notre satellite. L'agence spatiale européenne a décidé de participer à plusieurs des missions de l'agence spatiale américaine et de développer en propre certaines missions robotiques. Dans ce cadre l'agence spatiale européenne a financé  une étude de faisabilité dont l'objectif est de créer une infrastructure (prenant la forme d'une constellation de satellites en orbite lunaire) dédiée à la navigation et aux télécommunications pour les futures missions gouvernementales et commerciales se déroulant à la surface de la Lune. Deux consortiums ont été sélectionnées en mai 2021 pour cette étude qui doit durer de 12 à 18 mois : le premier mené par Surrey Satellite Technology (SSTL) comprend le fabricant de satellites Airbus, l'opérateur de satellites SES, les gestionnaires de stations terriennes KASAT et Goonhilly et la société GMV-NSL spécialisée dans la navigation par satellites. Le second consortium emmené par la société italienne Telespazio comprend les opérateurs de satellites Inmarsat et Hisparsat, les constructeurs Thales Alenia Space et OHB Systems, la société MDA et plusieurs sociétés et universités italiennes. La NASA de son côté étudie à la même époque le déploiement d'une constellation de satellites baptisée LunaNet remplissant les mêmes fonctions.

## Lunar Pathfinder
La société SSTL a anticipé en partie le besoin en développant le micro-satellite Lunar Pathfinder  qui sera placé sur orbite lunaire haute et elliptique et qui doit contribuer à mettre au point l'architecture technique qui sera déployée dans le cadre du programme Moonlight. La mission principale de ce satellite d'une durée de 8 ans  est de relayer les communications entre d'une part les engins spatiaux situés sur la face visible et cachée de la Lune (y compris les régions polaires destination de nombreuses missions dans le cadre du programme Artemis) et d'autre part la Terre. Les émissions seront reçues en bande UHF et S et émises vers la Terre en bande X. Le satellite emporte par ailleurs une charge utile secondaire constituée par le récepteur de signal GPS NaviMoon développé dans le cadre d'un financement de l'ESA. Celui-ci utilisera les signaux des satellites de navigation circulant sur l'orbite terrestre atténués (en orbite lunaire, ces signaux déjà très faibles, sont des millions de fois moins puissants) pour déterminer sa position. Cette méthode de calcul sera combinée avec la mesure de la distance à l'aide d'un laser émettant depuis la Terre (le satellite emporte un rétro-réflecteur dans ce but) et par évaluation du décalage Doppler des émissions radio du satellite en bande X,.

## Sélection des industriels
Le Conseil de l'Agence spatiale européenne au cours de sa session annuelle de novembre 2022 a approuvé le lancement de la deuxième phase du projet Moonlight consistant en la mise en œuvre de l'architecture technique préconisée par l'une des deux études lancées dans le cadre de la première phase. L'agence prévoit de consacrer 100 à 150 millions euros au projet. La désignation du consortium sélectionné interviendra vers avril 2023,.  